# Apeltagging
Apeltagging (Sarcodontia crocea) är en svampart som först beskrevs av Ludwig David von Schweinitz, och fick sitt nu gällande namn av František Kotlaba 1953. Apeltagging ingår i släktet Sarcodontia och familjen Meruliaceae. Inga underarter finns listade i Catalogue of Life.

## Sverige
Arten är reproducerande i Sverige, men rödlistad och så pass ovanlig att fynd rapporterats i media. År 2021 hittades ett exemplar på Gotland för första gången sedan 1902. I övrigt har svampen i Sverige bara återfunnits på Öland och i Blekinge, senast 2016.